# Zlata Ognevici
Inna Leonidivna Bordiuh (în ucraineană Інна Леонідівна Бордюг, n. 12 ianuarie 1986, Murmansk), cunoscută după numele de scenă Zlata Ognevici (în ucraineană Злата Огнєвіч), este o cântăreață ucraineană, deputat în Rada Supremă a Ucrainei. Ea a reprezentat Ucraina la Concursul Muzical Eurovision 2013, cu piesa Gravity. Ea a mai participat la selecțiile naționale din Ucraina pentru a reprezenta țara în Concursul Muzical Eurovision 2010 și în Concursul Muzical Eurovision 2011, însă nu a reușit să treacă de preselecție ocupând locul doi. Zlata a fost selectată în 2013 să prezinte împreună cu Timur Miroșnîcenko Concursul Muzical Eurovision Junior 2013.

## Cariera

### Concursul Muzical Eurovision 2010
Zlata a făcut prima sa încercare de a reprezenta țara în concurs cu melodia "Tiny Island". Însă nu a reușit clasându-se pe locul cinci cu doar 30 de puncte.

### Concursul Muzical Eurovision 2011
În anul 2011 Zlata a avut parte de o a doua încercare nereușită de a reprezenta țara în concurs. În acest an Zlata și-a încercat norocul cu melodia în Limba ucraineană "The Kukushka". De data aceasta terminând pe locul 2.

### Concursul Muzical Eurovision 2013
În 2013 Zlata a făcut o a treia încercare cu melodia Gravity. Primind maximul de puncte și de la public și din partea juriului, ea a câștigat dreptul să reprezinte Ucraina la Concursul Muzical Eurovision 2013 de la Malmö, Suedia.
În concurs, ea s-a calificat în finală din prima semifinală din 14 mai 2013, de pe poziția a treia din 16 participanți, acumulând 140 de puncte. În finală, Zlata s-a clasat pe locul 3, cu un total de 214 puncte, primind maximul de 12 puncte de la Armenia, Azerbaidjan, Belarus, Croația și Moldova.
Zlata Ognevici a prezentat Concursul Muzical Eurovision Junior 2013 pe 30 noiembrie, împreună cu Timur Miroshnychenko. Ea a anunțat rezultatele finale ale voting -ului din Ucraina Concursul Muzical Eurovision 2014. În august 2014, Ognevici a lansat propria versiune a imnului național al Ucrainei "Șce ne vmerla Ukraina".

## Discografie

### Single-uri
| An   | Titlu                             | Poziție | Album             |
| An   | Titlu                             | NL      | Album             |
| ---- | --------------------------------- | ------- | ----------------- |
| 2010 | "Tiny Island"                     | —       | Non-album singles |
| 2011 | "The Kukushka"                    | —       | Non-album singles |
| 2012 | "Gravity"                         | 50      | Non-album singles |
| 2014 | "Ice and Fire" (cu Eldar Gasimov) | —       | Non-album singles |